# Mark Van Raamsdonk
Mark Van Raamsdonk est professeur au Département de Physique et d'Astronomie de l'Université de la colombie-Britannique depuis 2002. 

## Travaux
De 2000 jusqu'en 2002, il effectue un postdoc à l'Université de Stanford. Entre 1995 et 2000, il étudie à l'Université de Princeton à partir et obtient son Doctorat sous la supervision de Washington Taylor. Auparavant, il obtient son diplôme de premier cycle à l'Université de la colombie-Britannique en mathématiques et physique.
En 2009, Mark Van Raamsdonk commence à travailler sur la relation entre la mécanique quantique et la gravité au cours d'une année sabbatique. Il publie ses résultats dans un essai en 2010 intitulé « Construction de l'espace-temps avec l'intrication quantique » (de l'anglais : Building up spacetime with quantum entanglement), publication qui lui permet de remporter le premier prix du concours annuel de dissertation organisé par la Gravity Research Foundation,
Van Raamsdonk est membre du partenariat « It from Qubit », formé en 2015.

## Loisirs
Mark Van Raamsdonk joue du saxophone et a organisé une série de concerts à l'Université de la colombie-Britannique,.